# マティルド1世・ド・ブルボン
マティルド1世・ド・ブルボン（フランス語：Mathilde Ire de Bourbon, 1165/9年 - 1228年6月18日）は、フランス貴族でブルボン女領主（在位：1171年 - 1228年）。

## 生涯
マティルドはアルシャンボー・ド・ブルボンとアリックス・ド・ブルゴーニュの唯一の子として、1160年代後半に生まれた。
父アルシャンボーは1169年に父に先立って死去した。祖父アルシャンボー7世が1171年に死去し、その唯一の孫であったマティルドがブルボン領を継承した。
1183年以前に、マティルドはサラン領主ゴーシェ4世・ド・ヴィエンヌ（アンスカリ家）と結婚した。第3回十字軍より帰還した後、夫妻はしばしば口論となった。そしてついに夫ゴーシュ4世は暴力を振るうようになり、マティルドを幽閉するに至った。マティルドはシャンパーニュの祖母の領地に逃亡した。その逃避中、マティルドもまた暴力を振るい、それによりブルージュ大司教アンリ・ド・シュリにより破門された。シャンパーニュに到着後、マティルドはローマ教皇ケレスティヌス3世に、近親婚を理由に夫との離婚の許可を求めた。そこで教皇はオータン司教およびモンティエ＝アン＝アルゴンヌ修道院長に調査を依頼し、両者は夫妻がともにブルゴーニュ伯ギヨーム2世の玄孫であることを発見し、この結婚が近親婚であることを確認した。教皇は離婚の許可を与え、破門も解除した。
離婚から数ヶ月後の1196年に、マティルドはギー2世・ド・ダンピエールと再婚した。この結婚によりブルボン領はダンピエール家のものとなった。この結婚は20年間続き、1216年に夫ギー2世が死去した。
マティルドは夫の死から12年後の1228年に死去した。マティルドの死後、最初の夫との間の娘マルグリットがブルボン領の継承権を主張した。2度目の夫ギー2世は始めマティルドをブルボン領の継承者と認めていたが、後に長男アルシャンボー8世の継承を主張し、最終的にブルボン領はアルシャンボー8世が継承した。

## 結婚と子女
サラン領主ゴーシェ4世・ド・ヴィエンヌとの間に1女が生まれた。
- マルグリット（1190/5年 - 1259年頃） - フォルカルキエ伯ギヨーム3世・ド・サブランと結婚、のちブランシオン領主ジュスランと再婚。

ギー2世・ド・ダンピエールとの間に以下の子女が生まれた。
- アルシャンボー8世（1189年 - 1242年）[3] - ブルボン領主
- ギヨーム2世（1196年 - 1231年） - フランドル女伯・エノー女伯マルグリット2世と結婚[3]
- フィリッパ（1223年没） - 1205年にフォレ伯ギーニュ4世と結婚
- ギー（1275年3月22日没）[3] - サン＝ジュスト領主
- マリー - 1201年にエルヴェ・ド・ヴィエルゾンと結婚、1220年にアンリ1世・ド・シュリと再婚[3]。
- マティルド - フォレ伯ギーニュ5世と結婚[3]